# 小口偉一
小口 偉一（おぐち いいち、1910年2月27日 - 1986年12月15日）は、日本の宗教学者。東京大学東洋文化研究所名誉教授。

## 経歴
1910年、東京で生まれた。東京帝国大学宗教学科で学び、1935年に卒業。同大学大学院に進学。文学部副手となり、1942年に東京大学東洋文化研究所嘱託となった。
太平洋戦争後
戦後の1947年に助教授昇格。1962年、学位論文『宗教社会学序説』を國學院大學に提出して文学博士号を取得。1963年、東京大学東洋文化研究所教授に昇格。1965年から1966年、1968年から1970年の2期にわたって同東洋文化研究所所長を務めた。1970年に東京大学を定年退官し、名誉教授となった。その後は愛知学院大学教授として教鞭をとった。1982年に愛知学院大学を退職し、以降は客員教授として務めた。
学界では日本宗教学会会長を務めた。

## 受賞・栄典
- 1975年：紫綬褒章を受章[3]。

## 研究内容・業績
専門は宗教学。日本にマックス・ヴェーバーの宗教社会学を紹介し、シャーマニズムだけでなく戦後の新宗教研究を開拓した。

## 著作
著書
- 『日本宗教の社会的性格』東京大学出版会, 1953
- 重版 1960年
- 『宗教社会学』東京大学出版会, 1955
- 『日本のシャマニズムに関する調査研究』1981

共著・編著・翻訳
- 『創価学会：その思想と行動』佐木秋夫共著 青木書店, 1957
- 『宗教学辞典』堀一郎共監修 東京大学出版会, 1973
- 『宗教学』弘文堂〈弘文堂入門双書〉, 1981

翻訳
- 『宗教の心理学』L.W.グレンステッド（英語版）著、松本滋共訳、社会思想研究会出版部, 1961

記念論集
- 『宗教と社会』小口偉一教授古稀記念会 春秋社, 1981

## 参考
- 『東洋文化研究所の50年』1991